# El audaz (novela)
El audaz es una novela de Benito Pérez Galdós ordenada dentro de la serie de "Novelas de tesis". Fue publicada como libro en enero de 1872, tras aparecer por entregas en La Revista de España, dirigida por José Luis Albareda. Escrita por entregas, a continuación de La sombra, y de forma alterna con la redacción de una novela corta, La novela en el tranvía, y en medio de una intensa labor periodística.
El diario El Debate, en las ‘Noticias generales’ de su ejemplar del 4 de enero presentaba así la novedad del joven escritor: «En esta novela se pintan con maestría las costumbres desde principios de este siglo, antes de la invasión francesa, y tanto los tipos como los incidentes ofrecen gran interés y novedad». Días después, el mismo diario informaba de que la novela podía adquirirse en las principales librerías al precio de 12 reales en Madrid y 14 provincias.
El audaz tuvo una difusión moderada y no llegó a traducirse a otros idiomas. La crítica ha señalado su condición de obra prematura y en cierto modo fallida, fruto de la contradicción de que la historia se abriera como magno alegato de «una noble rebeldía» y terminase con «la autodestrucción del rebelde».

## Contexto histórico

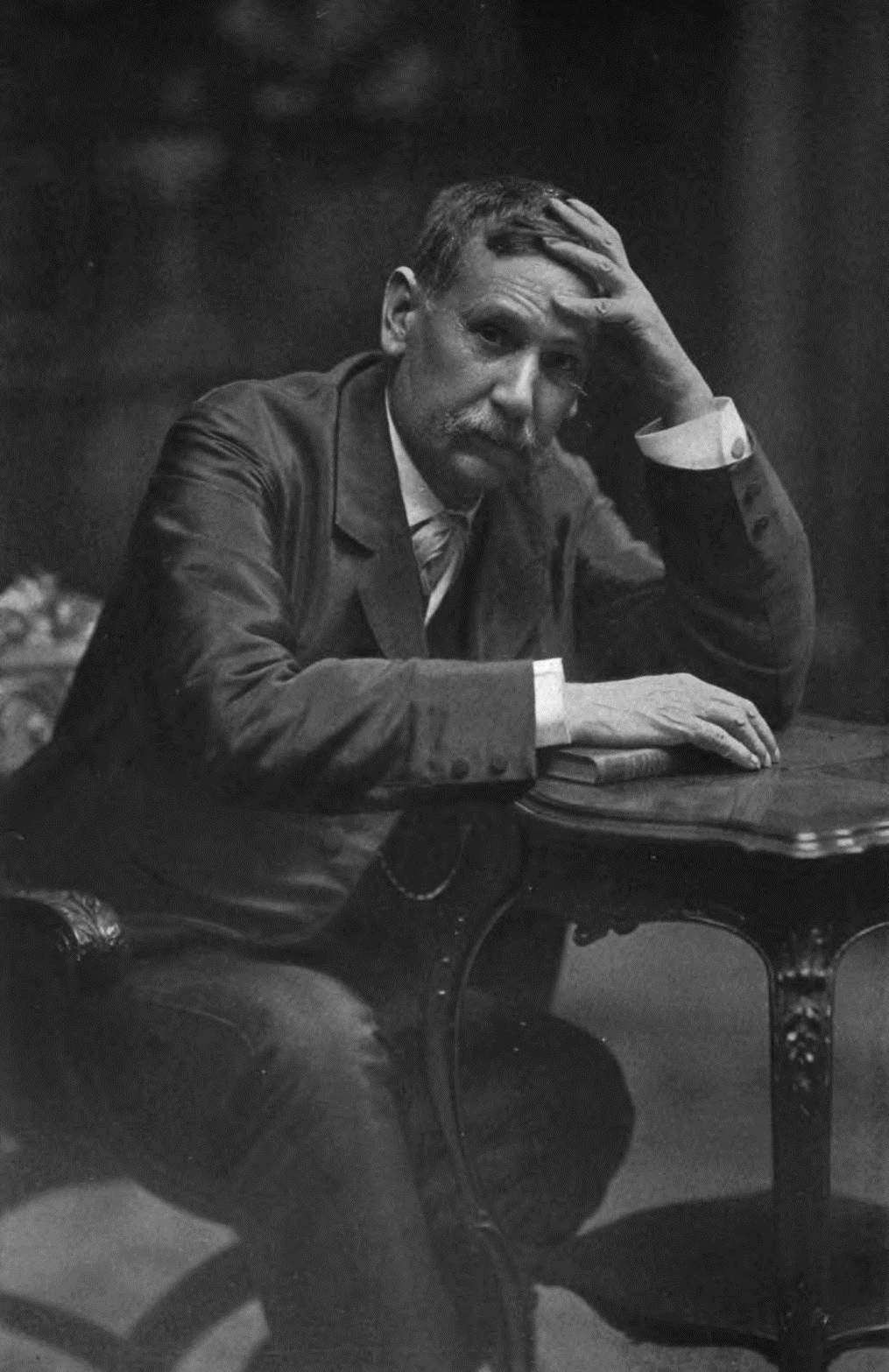
Benito Perez Galdós

La historia comienza en el año 1804, en el marco de una España sometida a las manipulaciones políticas de Godoy, cuando las ideas políticas del personaje principal se ven influenciadas por la revolución francesa y las expectativas de los ilustrados a partir de la obra de Voltaire. Ortiz-Armengol señala la presencia en El audaz de «elementos exógenos difícilmente admisibles, como lo de presagiar el Romanticismo antes de 1800».